# Jeypore Airport
Jeypore Airport är en flygplats i Indien.   Den ligger i distriktet Koraput och delstaten Odisha, i den centrala delen av landet, 1 200 km söder om huvudstaden New Delhi. Jeypore Airport ligger 597 meter över havet.
Terrängen runt Jeypore Airport är platt åt nordväst, men åt sydost är den kuperad. Terrängen runt Jeypore Airport sluttar västerut. Runt Jeypore Airport är det ganska tätbefolkat, med 111 invånare per kvadratkilometer. Närmaste större samhälle är Jaypur, 3,3 km sydost om Jeypore Airport. I omgivningarna runt Jeypore Airport växer huvudsakligen savannskog.